# 施普呂根

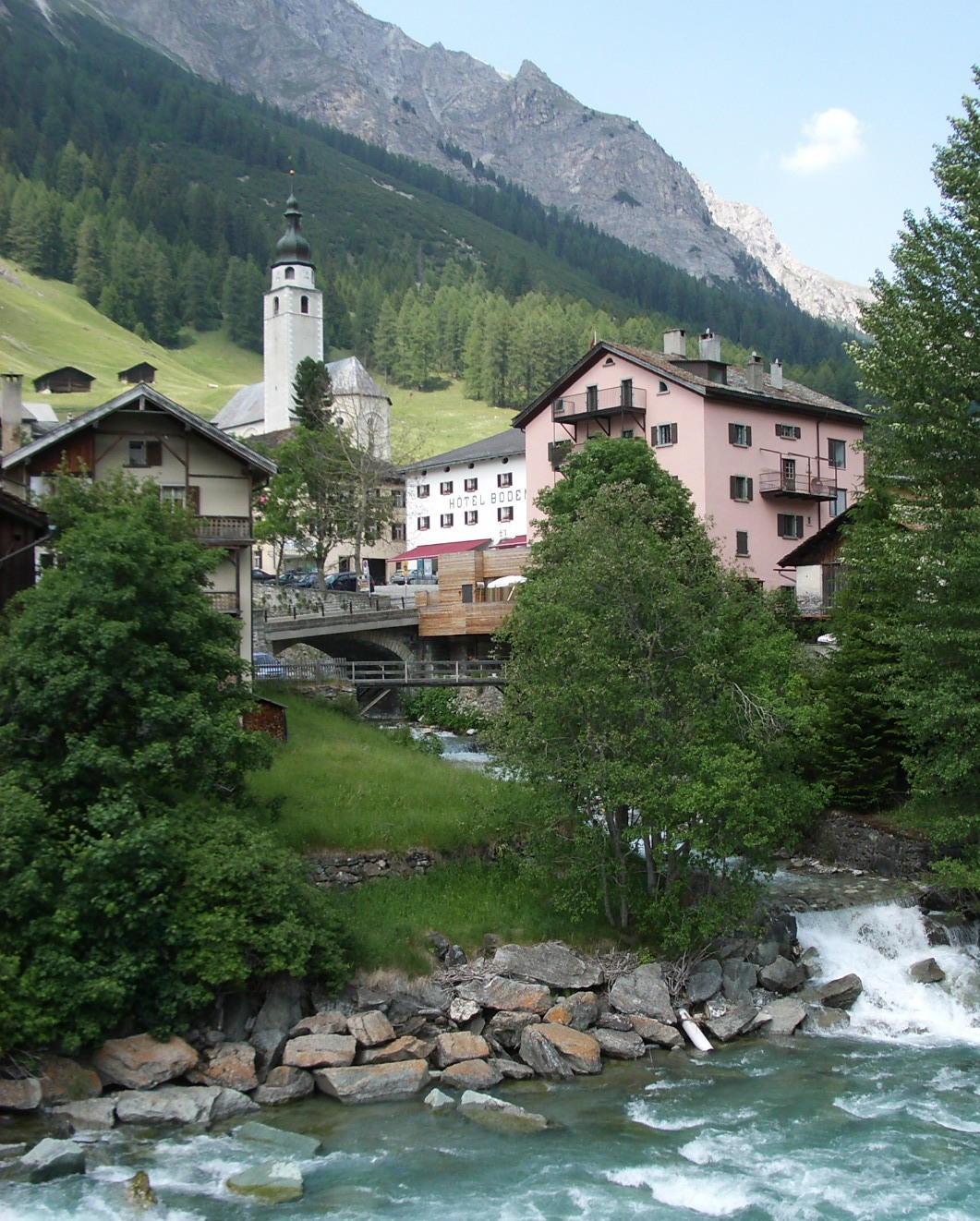

施普呂根是瑞士的城鎮，位於該國東南部，由格勞賓登州負責管轄，面積60.49平方公里，海拔高度1,475米，2010年人口405，其中一成居民是外國人。

## 外部連結
- Official Web site （页面存档备份，存于）